# Edificio de La Equitativa (Málaga)
El edificio La Equitativa, conocido simplemente como la Equitativa, es un célebre edificio en el distrito Centro de la ciudad de Málaga (España). Está situado en el Ensanche Heredia, junto a la plaza de la Marina y la intersección de la Alameda Principal con la calle Larios. Su altura es de 42 metros y tiene un total de 14 plantas.  De estilo moderno, está enmarcado dentro del llamado "estilo del relax". La posición de la torre, frente a calle Larios, resalta la importancia de esta vía y le aporta un elemento singular que encierra el espacio urbano de la calle. 
El 1 de septiembre de 2021 se inauguró el hotel «Soho Boutique Equitativa» de cuatro estrellas, mientras que el 15 de octubre del mismo año se abrió al público el hotel «Only You Málaga» de cinco estrellas. Ambos ocupan la totalidad del edificio.

## Historia
La compañía de seguros La Equitativa adquirió en 1947 los terrenos donde se ubicaba el antiguo palacio de la familia Larios, destruido durante la Guerra civil española el 19 de julio de 1936. El edificio se construyó en dos fases: la primera abarcó el intervalo 1951-1954 en que se erigió el módulo oriental; y la segunda se realizó entre 1959 y 1961 en que se levantó el módulo occidental, con la emblemática torre, diseñada por los arquitectos Manuel Cabanyes y Mata y Juan Jáuregui Briales, que introdujeron el modelo de los rascacielos estadounidenses en la ciudad, pero con elementos autóctonos en su decoración, tales como la torre de inspiración neoislámica que remata con un hipotético yamur el edificio.
La compañía de seguros La Equitativa fue fusionada y desapareció en 1998. Posteriormente el edificio acabó dividido entre la promotora Rubcapel, que ostentaba el 60 % del mismo, e Ingomar, propietaria de la torre del conjunto, lo que representaba un 30 %. El resto de propietarios eran un par de negocios ubicados a pie de calle. A lo largo de 2014 estuvo en obras de restauración, subvencionadas por el Ayuntamiento de Málaga, para restaurar el aspecto exterior, que se encontraba muy deteriorado.

### Hoteles
El 27 de octubre de 2017 la propietaria mayoritaria Rubcapel vendió su parte del edificio a la empresa hotelera Key International, quien solicitó el 22 de junio de 2018 la licencia de obras para convertir el edificio en un hotel de cinco estrellas de 80 habitaciones. La empresa consiguió la licencia en abril de 2019 y comenzó las obras con un presupuesto de casi 7 millones de euros. Key International cedió la gestión al hotel Only You Málaga, perteneciente al grupo hotelero Palladium tras ser inaugurado el 15 de octubre de 2021.
Por otra parte, la promotora Ingomar, propietaria de la torre del edificio de catorce plantas y 42 metros de altura, adquirió la licencia de obras en octubre de 2019 para la creación de un hotel de cuatro estrellas de 74 habitaciones y con un presupuesto de 5 millones de euros. Ingomar cedió la gestión del recinto para la creación del establecimiento hotelero Soho Boutique Equitativa, cuya inauguración se efectuó el 1 de septiembre de 2021. El proyecto incluyó la apertura de un restaurante a pie de calle, así como una piscina infinita y una terraza con panorámica hacia la calle Larios.